# Janine Gaurand
Janine Gaurand, coniugata Pilloux (Saint-Chamond, 6 aprile 1936), è un'ex cestista francese.

## Carriera
Con la Francia ha disputato i Campionati europei del 1958, giocando 3 partite.